# 美祢警察署
美祢警察署（みねけいさつしょ）は美祢市にある山口県警察が管轄する警察署の一つである。

## 所在地
- 美祢市大嶺町東分312

## 管轄区域
- 美祢市

## 沿革
- 1881年12月5日美祢郡伊佐村に山口警察署伊佐警察分署が設置される。
- 1926年7月1日山口警察署から独立し、伊佐警察署に改組する。
- 1954年現行の名称に変更される。
- 1959年12月美東警察署を合併し、その管轄区域を編入する。

## 交番
- 美東交番（美祢市美東町大田字5796-1）

## 駐在所
- 秋吉駐在所（美祢市秋芳町秋吉5333-6）
- 豊田前駐在所（美祢市豊田前町麻生下318-1）
- 麦川駐在所（美祢市大嶺町奥分311-24）
- 岩永駐在所（美祢市秋芳町岩永下郷3153-1）
- 秋芳北駐在所（美祢市秋芳町嘉万3259-4）
- 於福駐在所（美祢市於福町下金山2306-1）
- 重安駐在所（美祢市大嶺町北分658-1）
- 東厚保駐在所（美祢市東厚保町山中横坂下673-6）
- 西厚保駐在所（美祢市西厚保町本郷600-12）
- 真長田駐在所（美祢市美東町真名497-8）